# Piskorze (Barciany)

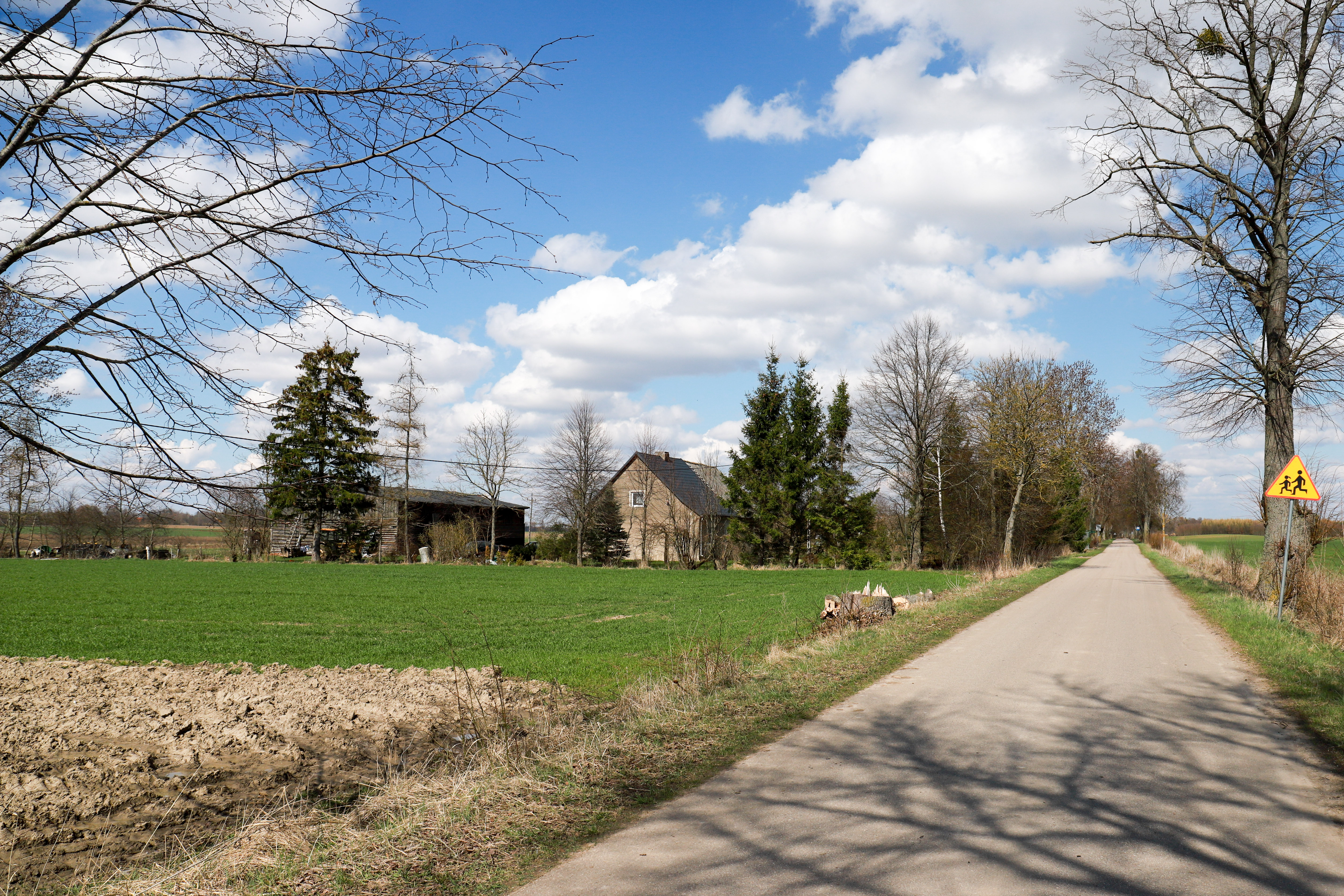
Straße durch Piskorze

Piskorze (deutsch Ludwigshöhe) ist ein kleiner Ort in der polnischen Woiwodschaft Ermland-Masuren und gehört zur Gmina Barciany  (Landgemeinde Barten) im Powiat Kętrzyński (Kreis Rastenburg).

## Geographische Lage
Piskorze liegt in der nördlichen Mitte der Woiwodschaft Ermland-Masuren, acht Kilometer südwestlich der einstigen Kreisstadt Gerdauen (heute russisch Schelesnodoroschny) und 26 Kilometer nordwestlich der heutigen Kreismetropole Kętrzyn (deutsch Rastenburg).

## Geschichte
Das ehemalige Ludwigshöhe wurde 1861 gegründet. Der Gutsort entstand wohl bei der Teilung des Gutes Neuhof-Momehnen (polnisch Nowy Dwór Momajński) unter zwei erbende Brüder, wobei Ludwigshöhe an Ludwig Bundt fiel, was den Namen des Ortes begründet.
Ab 1883 wurde Ludwigshöhe als Ort innerhalb des Amtsbezirks Momehnen (polnisch Momajny) im ostpreußischen Kreis Gerdauen genannt. Am 1. Dezember 1910 zählte der Gutsbezirk Ludwigshöhe 61 Einwohner.
Am 30. September 1928 wurden die beiden Gutsbezirke Ludwigshöhe und Neuhof-Momehnen in die Landgemeinde Momehnen (Momajny) eingegliedert.
Am 19. Januar 1945 verließ der Treck mit flüchtigen Dorfbewohnern den Ort.
1945 kam Ludwigshöhe in Kriegsfolge mit dem gesamten südlichen Ostpreußen zu Polen und erhielt die polnische Namensform „Piskorze“. Heute ist es ein auf Momajny bezogener Weiler (polnisch Przysiółek wsi Momajny) im Verbund der Landgemeinde Barciany (Barten) im Powiat Kętrzyński (Kreis Rastenburg), bis 1998 der Woiwodschaft Olsztyn, seither der Woiwodschaft Ermland-Masuren zugehörig.

## Gut Ludwigshöhe

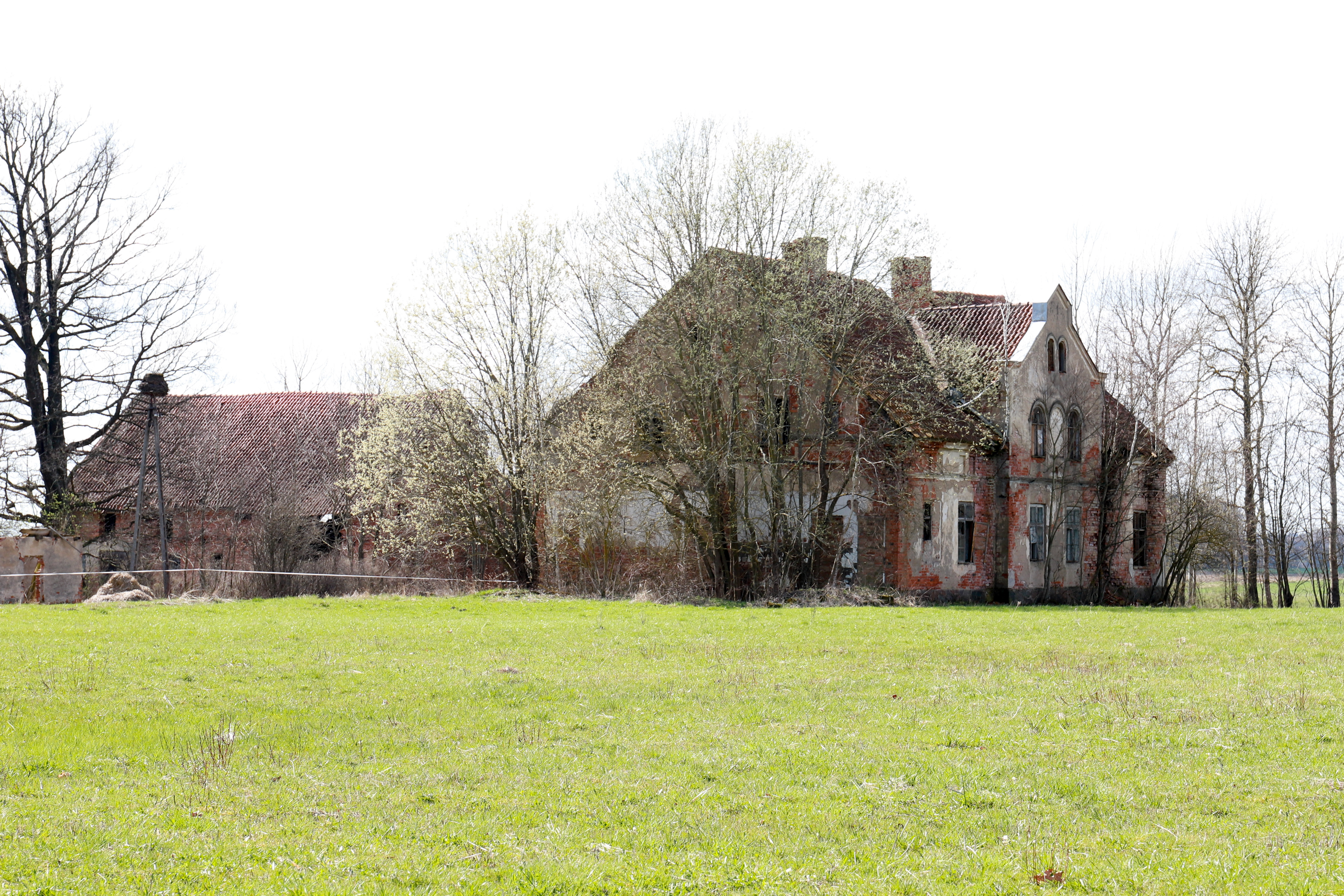
Das Gut im Jahr 2023

Bis um die Wende 19./20. Jahrhundert gehörte das 246 Hektar große Gut zur Familie Bundt. 1909 wurde Gustav Schirmann als Besitzer genannt, und 1918 ein Herr Wiebe. Bei der Aufsiedlung 1926/27 verblieb ein Restgut, das Wilhelm Zukowski aus Wolhynien erwarb. Das Gut hatte noch einen Umfang von 140 Hektar, als er es 1933 an seine Brüder Rudolf und Arnold verkauft. Arnold Zukowski war bis 1945 letzter Gutsherr auf Ludwigshöhe. Ihm gelang die Flucht bis nach Chemnitz, wobei er mit viel Glück der Exekution durch Sowjetsoldaten entkam.
Das spätklassizistische um 1861 entstandene Gutshaus mit dem Insthaus, einem Schweinestall und einer Scheune haben Krieg und Nachkriegszeit überlebt.

## Kirche
Bis 1945 war Ludwigshöhe in die evangelische Kirche Momehnen in der Kirchenprovinz Ostpreußen der Kirche der Altpreußischen Union sowie in die römisch-katholische Kirche St. Bruno in Insterburg (heute russisch Tschernjachowsk) im damaligen Bistum Ermland eingepfarrt.
Heute gehört Piskorze zur katholischen Pfarrei Momajny im jetzigen Erzbistum Ermland sowie zur evangelischen Kirchengemeinde Barciany, einer Filialgemeinde der Johanneskirche in Kętrzyn in der Diözese Masuren der Evangelisch-Augsburgischen Kirche in Polen.

## Verkehr
Piskorze liegt westlich der Woiwodschaftsstraße 591 (ehemalige deutsche Reichsstraße 141) und ist über einer Nebenstraße von Michałkowo (Langmichels) aus über Momajny (Momehnen) zu erreichen. Ein Bahnanschluss besteht nicht.